# Troy Dye
Troy Dye (Norco, California, 18 de septiembre de 1996) es un jugador profesional estadounidense de fútbol americano que se desempeña en la posición de linebacker en Minnesota Vikings, equipo de la National Football League (NFL).

## Carrera
Fue seleccionado en la cuarta ronda en la Reunión Anual de Selección de Jugadores de la NFL de 2020. Hizo su debut profesional con el equipo Minnesota Vikings, donde lleva jugando cuatro temporadas.